# Agelaea
Genre
Agelaea est un genre de plantes de la famille des Connaraceae.

## Liste d'espèces
Selon Catalogue of Life (8 octobre 2017) :
- Agelaea borneensis (Hook. fil.) Merr.
- Agelaea gabonensis C.C.H. Jongkind
- Agelaea insignis (Schellenb.) Leenh.
- Agelaea macrophylla (Zoll.) Leenh.
- Agelaea palmata C. C. H. Jongkind
- Agelaea pentagyna (Lam.) Baill.
- Agelaea poggeana Gilg
- Agelaea rubiginosa Gilg
- Agelaea trinervis (Llanos) Merr.

Selon GRIN (8 octobre 2017) :
- Agelaea pentagyna (Lam.) Baill.

Selon NCBI (8 octobre 2017) :
- Agelaea borneensis
- Agelaea macrophylla
- Agelaea pentagyna
- Agelaea trinervis

Selon The Plant List (8 octobre 2017) :
- Agelaea annobonensis Schellenb.
- Agelaea baronii Schellenb.
- Agelaea borneensis (Hook.f.) Merr.
- Agelaea claessensii De Wild.
- Agelaea coccinea Exell
- Agelaea conraui Schellenb.
- Agelaea gabonensis Jongkind
- Agelaea insignis (Schellenb.) Leenh.
- Agelaea macrophylla (Zoll.) Leenh.
- Agelaea palmata Jongkind
- Agelaea paradoxa Gilg
- Agelaea pentagyna (Lam.) Baill.
- Agelaea poggeana Gilg
- Agelaea rubiginosa Gilg
- Agelaea trinervis (Llanos) Merr.

Selon Tropicos (8 octobre 2017) (Attention liste brute contenant possiblement des synonymes) :
- Agelaea agamae Merr.
- Agelaea annobonensis G. Schellenb.
- Agelaea australis G. Schellenb.
- Agelaea baronii G. Schellenb.
- Agelaea borneensis (Hook. f.) Merr.
- Agelaea brevipaniculata Cummins
- Agelaea cambodiana Pierre
- Agelaea claessensii De Wild.
- Agelaea coccinea Exell
- Agelaea conraui G. Schellenb.
- Agelaea cordata G. Schellenb.
- Agelaea demeusei De Wild. & T. Durand
- Agelaea dewevrei De Wild. & T. Durand
- Agelaea duchesnei De Wild. & T. Durand
- Agelaea elegans G. Schellenb.
- Agelaea emetica Baill.
- Agelaea everetii Merr.
- Agelaea everettii Merr.
- Agelaea ferruginea Sol. ex Planch.
- Agelaea ferruginosa De Wild.
- Agelaea floccosa G. Schellenb.
- Agelaea fragrans Gilg
- Agelaea gabonensis Jongkind
- Agelaea glabrifolia Hance
- Agelaea glandulosissima Gilg
- Agelaea gracilis G. Schellenb.
- Agelaea grisea G. Schellenb.
- Agelaea heterophylla Gilg
- Agelaea hirsuta De Wild.
- Agelaea hullettii King
- Agelaea insignis Leenh.
- Agelaea katangensis Troupin
- Agelaea kivuensis Troupin
- Agelaea koneri O. Hoffm. & Hildebrandt
- Agelaea lamarckii Planch.
- Agelaea laurentii De Wild.
- Agelaea leopoldvilleana De Wild.
- Agelaea lescrauwaetii De Wild.
- Agelaea longecalyculata G. Schellenb.
- Agelaea longifoliata G. Schellenb.
- Agelaea lucida G. Schellenb.
- Agelaea macrocarpa G. Schellenb.
- Agelaea macrophylla (Zoll.) Leenh.
- Agelaea macrophysa Gilg ex Schellenb.
- Agelaea marginata G. Schellenb.
- Agelaea mayottensis G. Schellenb.
- Agelaea mildbraedii Gilg
- Agelaea neglecta G. Schellenb.
- Agelaea nitida Sol. ex Planch.
- Agelaea obliqua (P. Beauv.) Baill.
- Agelaea obovata G. Schellenb.
- Agelaea oligantha Gilg ex Schellenb.
- Agelaea ovalis G. Schellenb.
- Agelaea palmata Jongkind
- Agelaea paradoxa Gilg
- Agelaea pentagyna (Lam.) Baill.
- Agelaea phaeocarpa Exell
- Agelaea phaseolifolia Gilg ex Schellenb.
- Agelaea pilosa G. Schellenb.
- Agelaea pinnata King
- Agelaea platyphylla Elmer
- Agelaea poggeana Gilg
- Agelaea preussii Gilg
- Agelaea principensis Exell
- Agelaea pruriens Sol. ex Planch.
- Agelaea pseudobliqua G. Schellenb.
- Agelaea punctulata (Hiern) Schellenb.
- Agelaea puncutulata (Hiern) G. Schellenb.
- Agelaea pynaertii De Wild.
- Agelaea reticulata Exell
- Agelaea rubiginosa Gilg
- Agelaea schweinfurthii Gilg
- Agelaea setulosa G. Schellenb.
- Agelaea sublanata De Wild.
- Agelaea tenuinervis G. Schellenb.
- Agelaea thouarsiana Baill.
- Agelaea tricuspidata Gilg ex G. Schellenb.
- Agelaea trifolia (Lam.) Gilg
- Agelaea trinervis (Llanos) Merr.
- Agelaea ugandensis G. Schellenb.
- Agelaea usambarensis Gilg ex Engelm.
- Agelaea ustulata G. Schellenb.
- Agelaea vanderystii G. Schellenb.
- Agelaea vestita Hook. f.
- Agelaea villosa Sol. ex Planch.
- Agelaea villosiflora G. Schellenb.
- Agelaea wallichii Hook. f.
- Agelaea zenkeri G. Schellenb.